# Ike Eisenmann
Ike Eisenmann (Houston, 21 luglio 1962) è un attore e produttore cinematografico statunitense.

## Biografia
Nato a Houston, in Texas, figlio di Ruth Ann Gumney e dell'attore Albert Able Eisenmann Sr., fratello degli attori Albert Able "Al" Eisenmann Jr., Hannah, e Stone Eisenmann.
Ha iniziato la sua carriera d'attore bambino negli anni settanta. Ha fatto il suo primo ruolo importante nel film della Disney Incredibile viaggio verso l'ignoto nel 1975, e nel sequel del 1978 Ritorno dall'ignoto, nel ruolo di Tony.
Dagli anni settanta agli anni ottanta, ha prestato la voce per gli spot pubblicitari della Green Giant, doppiando il personaggio di Little Green Sprout.
In televisione, ha recitato nella serie della NBC The Fantastic Journey, ed è apparso nelle serie CHiPs, Squadra emergenza, T.J. Hooker, I Jefferson, Wonder Woman, Kung Fu, Mannix, La casa nella prateria, Gunsmoke e ABC Afterschool Specials. Nel 1982 ha preso parte al film televisivo Dreams Don't Die.
Verso la fine degli anni ottanta, si dedicò alla post-produzione, facendosi accreditare talvolta come '"Iake Eissinmann"', lavorando a film come American Beauty, Le verità nascoste, Ti presento i miei, Madagascar e la saga di Shrek. Nel 2002, ha diretto un cortometraggio parodistico di 12 minuti, intitolato The Blair Witch Mountain Project.
Nel 2009 ha un cameo nel film Corsa a Witch Mountain, remake dell'Incredibile viaggio verso l'ignoto, insieme alla coprotagonista del film originale Kim Richards.

## Filmografia parziale

### Cinema
- Incredibile viaggio verso l'ignoto (Escape to Witch Mountain), regia di John Hough (1975)
- Ritorno dall'ignoto (Return from Witch Mountain), regia di John Hough (1978)
- La formula (The Formula), regia di John G. Avildsen (1980)
- Star Trek II - L'ira di Khan (Star Trek II: The Wrath of Khan), regia di Nicholas Meyer (1982)
- La foresta silenziosa (Cross Creek), regia di Martin Ritt (1983)
- Un meraviglioso batticuore (Some Kind of Wonderful), regia di Howard Deutch (1987)
- Le avventure di Tom Sawyer e Huck Finn (Tom and Huck), regia di Peter Hewitt (1995)
- Corsa a Witch Mountain (Race to Witch Mountain), regia di Andy Fickman (2009)

### Televisione
- The Sky's the Limit, regia di Harry Spalding – film TV (1975)
- Massacro a Kansas City (The Kansas City Massacre), regia di Dan Curtis – film TV (1975)
- Banjo Hackett: Roamin' Free, regia di Andrew V. McLaglen – film TV (1976)
- CHiPs – serie TV, un episodio (1978)

## Doppiatori italiani
Nelle versioni in italiano delle opere in cui ha recitato, Ike Eisenmann è stato doppiato da:
- Riccardo Rossi in Incredibile viaggio verso l'ignoto, La famiglia Bradford
- Marco Guadagno in Ritorno dall'ignoto, Star Trek II - L'ira di Khan
- Gabriella Andreini in La casa nella prateria (ep. 2x20)